# Аширов, Гурбангулы Муратгулыевич
Гурбангулы Муратгулыевич Аширов (туркм. Gurbanguly Muratgulyewiç Aşyrow, 20 февраля 1993, Акбугдай, Туркменистан) — туркменский футболист, защитник.

## Биография
Гурбангулы Аширов родился 20 февраля 1993 года в туркменском городе Акбугдай.
Первоначально играл в мини-футбол, играл за мини-футбольную сборную Туркменистана.
В 2013 году выступал на проходивших в Инчхоне Азиатских играх по боевым искусствам и состязаниям в помещениях. Туркмены провели 2 матча и не смогли выйти из группы в плей-офф, Аширов забил мяч в поединке со сборной Саудовской Аравии (1:4).
В 2016 году играл в Худжанде в отборочном турнире чемпионата Азии по мини-футболу. Туркмены провели 3 матча, стали последними в группе и не вышли в финальную часть турнира, Аширов забил мяч в матче со сборной Афганистана (3:5).
В классическом футболе на клубном уровне с 2017 года играет на позиции защитника за туркменский «Ахал» из Аннау. В его составе трижды становился серебряным призёром чемпионата страны (2017—2019). В 2017 году был обладателем Кубка Туркменистана. Участвовал в матчах Кубка АФК, провёл 5 матчей в квалификации, 2 матча на основном этапе.
Провёл 2 матча за сборную Туркменистана. Дебютировал 23 августа 2017 года в товарищеском матче со сборной Катара (1:2). 15 октября 2019 года также в товарищеской встрече играл против сборной Кувейта (1:1). При этом в последние годы регулярно приглашается на сборы национальной команды.

## Достижения

### Командные
Ахал
- Серебряный призёр чемпионата Туркменистана (3): 2017, 2018, 2019.
- Обладатель Кубка Туркменистана (1): 2017.